# Gaura cheii
„Gaura cheii” („Keyhole”) este o povestire științifico-fantastică a scriitorului american Murray Leinster (pseudonimul lui William Fitzgerald Jenkins). Publicată pentru prima dată în revista Thrilling Wonder, din decembrie 1951, a reapărut apoi în colecțiile The Best of Murray Leinster din 1978 și First Contacts: The Essential Murray Leinster din 1988. A fost publicată în limba română ca „Gaura cheii” în Almanahul Anticipația din 1988.

## Prezentare
O expediție terestră pe Lună descoperă forme de viață care trăiesc în vid. Serviciul de Explorare Spațială dă ordin ca toate ființele să fie exterminate. Mai întâi s-a hotărît construirea unei stații speciale pentru a studia puiul unor astfel de creaturi. Worden este cel care este desemnat să-l studieze pe Buteh, așa cum a fost numit puiul de creatură lunară. Cu toate acestea, nu oamenii sunt cei care se uită prin „gaura cheii” la aceste ființe, ci acestea comunică prin telepatie și află toate gândurile și știința oamenilor. 

## Vezi și
- 1951 în științifico-fantastic